# Brett McClure
Brett McClure (Yakima, 19 de fevereiro de 1981) é um ex-ginasta norte-americano que competiu em provas de ginástica artística.
Brett fez parte da equipe olímpica norte-americana que disputou os Jogos Olímpicos de Atenas, em 2004. Neles, ao lado de Morgan Hamm, Paul Hamm, Jason Gatson, Blaine Wilson e Guard Young, fora medalhista de prata na prova coletiva, superando a equipe da Romênia e sendo superado pela equipe do Japão. Em sua vida pessoal, é casado com a integrante da equipe norte-americana nos Jogos Olímpicos de Atlanta, em 1996, Jaycie Phelps.